# 石照耀
石照耀，北京工业大学教授，长期从事齿轮工程和精密测试技术的研究，兼任国际标准化组织ISO/TC60中国委员，CGMA齿轮协会副会长兼常务副秘书长，中国全国齿轮标准化技术委员会副主任等职务。石照耀曾入选中国教育部长江学者特聘教授，获得过国家科技进步二等奖。